# Fotodíode

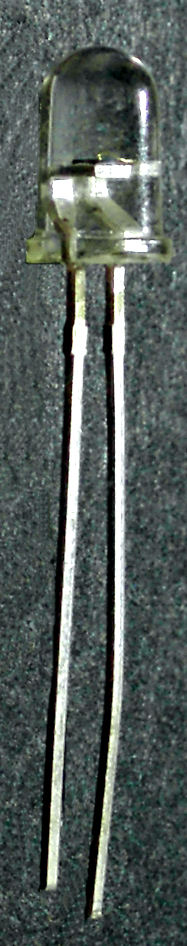
Fotodíode

El fotodíode és un component electrònic i un tipus de fotodetector. És una unió p-n dissenyada per ser sensible a una entrada òptica. Els fotodíodes duen incorporada una finestreta o un connector de fibra òptica per tal de permetre el pas de la llum a la part sensible del dispositiu.
Els fotodíodes poden ser usats en connexió directa a massa o en polarització inversa. En connexió a massa la llum que incideix en el díode produeix un voltatge que genera corrent en direcció a la polarització directa. Açò s'anomena fenomen fotovoltaic i n'és la base de les cèl·lules solars (de fet les cèl·lules solars tan sols són un gran nombre de fotodíodes grans i barats).
Els díodes normalment tenen una elevada resistència quan es polaritzen en inversa. Aquesta resistència es redueix quan la llum de la freqüència apropiada incideix sobre la unió. D'ací que un fotodíode polaritzat en inversa puga ser usat com a detector de llum observant el corrent que el recorre. Els circuits basats en aquest efecte són més sensibles a la llum que els basats en l'efecte fotovoltaic.
En essència un fototransistor no és més que un transistor bipolar que té un encapsulat transparent perquè la llum arriba al díode format per la unió base-col·lector. El fototransistor funciona com un fotodíode, però amb una sensibilitat a la llum molt més gran, ja que els electrons que s'obrin pas pel díode base-col·lector són amplificats per la funció del transistor.

## Principi d'operació
Un fotodíode és una unió PN o estructura P-I-N. Quan un feix de llum de suficient energia incideix en el díode, excita un electró donant moviment i crea un buit amb càrrega positiva. Si l'absorció ocorre a la zona d'esgotament de la unió, o a una distància de difusió d'aquest, aquests portadors són retirats de la unió pel camp de la zona d'esgotament, produint una fotocorrent.
Un fotodíode serà sensible només a una longitud d'ona de la llum incident. Quina sigui aquesta longitud d'ona dependrà del que es coneix com a gap energètic del dispositiu. Atès que l'energia és igual a la constant de Planck per la freqüència del fotó incident (E=h·f), és senzill veure'n la relació. Únicament els fotons amb l'energia adequada per fer passar un electró de la banda de conducció a la banda de valència (generant-se així el corrent) seran adequats per a la tasca.
A fi de ser utilitzat d'acord amb aquesta finalitat, el fotodíode ha de ser polaritzat en inversa (major tensió al càtode que a l'ànode). Es produirà un augment de la circulació de corrent quan el díode és excitat per la llum incident sobre ell. En absència de llum el corrent present és molt petit i rep el nom de corrent de foscor. D'aquesta manera, es pot calcular la intensitat de llum que incideix sobre el fotodíode coneixent el valor del corrent en invers que hi circula. Només cal restar a aquest corrent la calor del corrent de foscor i dividir entre la sensibilitat del dispositiu per fer-ho.
Els fotodíodes d'allau Tenen una estructura similar, però treballen amb voltatges inversos majors. Això permet als portadors de càrrega fotogenerats ser multiplicats a la zona d'allau del díode, resultant en un guany intern, que incrementa la resposta del dispositiu.
Totes aquestes característiques poden trobar-se al manual del fabricant.

## Composició
El material emprat en la composició d'un fotodíode és un factor crític per definir-ne les propietats. Solen estar composts de silici, sensible a la llum visible (longitud d'ona de fins a 1µm); germani per a llum infraroja (longitud d'ona fins a aprox. 1,8 µm ); o de qualsevol altre material semiconductor.
La sensibilitat d'aquests materials es pot expressar amb un paràmetre anomenat "responsabilitat", la qual expressa la quantitat de corrent elèctric generat pel que fa a la potència de la llum que incideix sobre el material (Io=R.Po). Aquest valor varia pel que fa a la longitud d'ona de la llum incident i basant-nos en mesures i experiments, s'ha conegut en quines longituds d'ona els materials són més eficients.
| Material                      | Longitud d'ona (nm) |
| ----------------------------- | ------------------- |
| Silici                        | 190–1100            |
| Germani                       | 800–1900            |
| Indi, gali i arsènic (InGaAs) | 800–2600            |
| sulfur de plom                | <1000-3900          |

També és possible la fabricació de fotodíodes per al seu ús en el camp dels infrarojos mitjans (longitud d'ona entre 5 i 20 µm), però aquests requereixen refrigeració per nitrogen líquid.
Antigament, es fabricaven exposímetres amb un fotodíode de seleni d'una superfície àmplia.

## Aplicacions
Els fotodíodes P-N són emprats en aplicacions similars a les dels fotoconductors.
En productes de consum com mesuradors de llum per a càmeres, ràdio-despertadors (els que baixen la intensitat lumínica quan està fosc) i llums del carrer normalment s'usen fotoconductors en compte de fotodíodes, encara que també podrien usar-se.
Els receptors de control remot de vídeos i televisions sovint usen fotodíodes.
Els fotodíodes s'usen per a obtenir mesures precises de la intensitat lumínica, ja que tenen una millor resposta linear que els fotoconductors.
Els fotodíodes P-N no s'usen per a mesurar intensitats de llum extremadament baixes. En compte, si cal una alta sensitivitat, s'usen díodes d'allau, CCDs intensificats (ICCD) o tubs fotomultiplicadors en aplicacions com astronomia, espectroscòpia, equipament de visió nocturna i mesuradors làser
Els díodes PIN són molt més ràpids i més sensibles que els díodes amb una unió p-n ordinària, d'ací que s'usen per a comunicacions
- pіn - photodiodes, X - ray detectors Arxivat 2008-04-12 a Wayback Machine.

### Comparació amb fotomultiplicadors
Avantatges en comparació amb fotomultiplicadors:
1. Excel·lent linealitat del corrent de sortida en funció de la llum incident
2. Resposta espectral de 190 a 1100 nm (silici), longituds d'ona més llargues amb altres materials semiconductors
3. Soroll baix
4. Robust a la tensió mecànica
5. Baix cost
6. Compacte i lleuger
7. Llarga vida útil
8. Alta eficiència quàntica, típicament 60–80%[2]
9. No cal alt voltatge
10. A diferència del LDR, el fotodíode respon als canvis de foscor a il·luminació i viceversa amb molta més velocitat, i es pot utilitzar en circuits amb temps de resposta més petit.

Desavantatges en comparació amb els fotomultiplicadors:
1. Àrea petita
2. Sense guany intern (excepte fotodíode d'allau, però el seu guany sol ser 102–103 en comparació amb 105- 108 per al fotomultiplicador)
3. Sensibilitat general molt més baixa
4. El recompte de fotons només és possible amb fotodíodes especialment dissenyats, generalment refredats, amb circuits electrònics especials
5. El temps de resposta per a molts dissenys és més lent
6. efecte latent

### Fotodiode ancorat
El fotodíode ancorat (PPD) té un implant poc profund (P+ o N+) en una capa de difusió de tipus N o tipus P, respectivament, sobre una capa de substrat de tipus P o tipus N (respectivament), de manera que la capa de difusió intermèdia pot estar completament esgotat de càrregues majoritàries, com la regió base d'un transistor d'unió bipolar. El PPD (generalment PNP) es fa servir al sensor de píxels actius CMOS; El 1975, Sony va inventar una variant NPN precursora amb una capa N superior sincronitzada per al seu ús en sensors d'imatge CCD.
Els primers dispositius sensors d'imatge de càrrega acoblada patien de retard d'obturació. Això es va resoldre en gran manera amb la invenció del fotodíode fix. Va ser inventat per Nobukazu Teranishi, Hiromitsu Shiraki i Yasuo Ishihara a NEC en 1980. Van reconèixer que el retard es pot eliminar si els portadors de senyal es poden transferir del fotodíode al CCD. Això va conduir a la seva invenció del fotodíode ancorat, una estructura de fotodetector amb baix retard, baix soroll, alta eficiència quàntica i baix corrent fosc. Va ser informat públicament per primera vegada per Teranishi i Ishihara amb A. Kohono, E. Oda i K. Arai el 1982, amb l'addició d'una estructura antifloració. La nova estructura del fotodetector inventada a NEC va rebre el nom de "fotodíode amb pins" (PPD) per B.C. Burkey a Kodak el 1984. El 1987, el PPD va començar a incorporar-se a la majoria dels sensors CCD, convertint-se en un accessori en les videocàmeres de l'electrònica de consum i després en les càmeres fixes digitals.
En 1994, Eric Fossum, mentre treballava al Laboratori de Propulsió a Raig (JPL) de la NASA, va proposar una millora del sensor CMOS: la integració del fotodíode amb patilles. Un sensor CMOS amb tecnologia PPD va ser fabricat per primera vegada el 1995 per un equip conjunt del JPL i Kodak que incloïa Fossum juntament amb P.P.K. Llegeix, R.C. Gee, R.M. Guidash i T.H. Llegeix. Des de llavors, el PPD s'ha utilitzat gairebé en tots els sensors CMOS. El sensor CMOS amb tecnologia PPD va ser perfeccionat per R.M. Guidash el 1997, K. Yonemoto i H. Sumi el 2000, i I. Inoue el 2003. Això va portar els sensors CMOS a aconseguir un rendiment d'imatge equiparable al dels sensors CCD i, més tard, superior al dels sensors CCD.

## Resposta espectral dels fotodíodes de silici
Es descriuen fotodetectors de silici amb una resposta espectral definida pel disseny. Per això, s'aprofiten les modernes tecnologies de micromecanitzat en general, així com dues propietats del fotodetector de silici integrat en particular. En primer lloc, aprofita la dependència de la longitud d'ona del coeficient d'absorció. En segon lloc, s'aprofita el fet que el filtre d'interferència multicapa a la unió pn es desenvolupa mitjançant el processament d'una hòstia de silici. L'índex de refracció del complex de silici, n * = n - jk, depèn de la longitud d'ona a la part perceptible de l'espectre a causa d'una bretxa de banda indirecta a 1,12 eV i a la possibilitat d'una transició directa a 3, 4 eV, que fa que el material absorbeixi en gran manera la radiació ultraviolada i actuï també pràcticament com un material transparent per a longituds d'ona superiors a 800 nm. Aquest mecanisme permet el disseny de sensors de color i també de fotodíodes amb resposta discernible al conjunt IR o UV. La transmissió de la llum de l'esdeveniment amb una pila superficial de pel·lícules primes al silici volumètric depèn de la longitud d'ona. La necessària compatibilitat amb els processos microelectrònics convencionals al silici limita la gamma de materials ideals als materials compatibles amb el silici utilitzats tradicionalment per a la fabricació de circuits integrats. Es proporcionen dades precises sobre: Si cristal·lí, SiO2 crescut tèrmicament, polisilici LPCVD, nitrur de silici (de baixa pèrdua i estequiomètric) i també òxids (LTO, PSG, BSG, BPSG), oxinitrurs PECVD, així com metalls de pel·lícula prima per augmentar la qualitat predictiva de la simulació. En el cas d'un microespectròmetre complet, se solen utilitzar accions de micromecanitzat per fabricar el component de difusió. Es presenten dispositius que funcionen a l'espectre visible o infraroig basats en una reixeta Fabry-Perot o en un etaló.

## Dispositius relacionats
Un fotodíode d'allau posseeix una estructura optimitzada per operar amb alt biaix invers, acostant-se a la tensió de ruptura inversa. Això permet que cada portadora foto-generada es multipliqui per ruptura d'allau, donant lloc a un guany intern dins del fotodíode, cosa que augmenta la responsivitat efectiva del dispositiu.

Símbol electrònic d'un fototransistor.

Un fototransistor és un transistor sensible a la llum. Un tipus comú de fototransistor, el fototransistor bipolar, és en essència un transistor bipolar tancat en una caixa transparent perquè la llum pugui assolir la unió p-n base- col·lector. Va ser inventat pel Dr. John N. Shive (més famós per la seva màquina d'ones) en els Laboratoris Bell en 1948,:205 però no es va anunciar fins al 1950.
Els electrons que generen els fotons a la unió base-col·lector s'injecten a la base, i aquest corrent de fotodíode s'amplifica mitjançant el guany de corrent β del transistor (o hfe). Si es fan servir els conductors de base i col·lector i es deixa l'emissor sense connectar, el fototransistor es converteix en un fotodíode. Encara que els fototransistors tenen una major responsivitat per a la llum, no són capaços de detectar nivells baixos de llum millor que els fotodíodes. Els fototransistors també tenen temps de resposta significativament més llargs. Un altre tipus de fototransistor, el fototransistor d'efecte de camp (també conegut com a fotoFET), és un transistor d'efecte de camp sensible a la llum. A diferència dels transistors fotobipolars, els fotoFET controlen el corrent de drenatge-font creant una tensió de porta.
Un solaristor és un fototransistor sense porta de dos terminals. Una classe compacta de fototransistors de dos terminals o solaristors ha estat demostrada el 2018 per investigadors de l'Institut Català de Nanociència i Nanotecnologia (ICN2). El nou concepte és un dispositiu dos en un de font d'energia més transistor que funciona amb energia solar aprofitant un efecte memresistiu en el flux de portadors fotogenerats.